# Tricotto
Il tricotto è un biscotto della cucina siciliana  diffuso in tutta la regione.
Sono considerati biscotti per bambini alle prese con la crescita dei denti, poiché essendo duri, sono adatti per essere sgranocchiati.
Il nome deriva dalla tripla cottura prevista per ottenere un biscotto particolarmente asciutto che permette una lunga conservazione.
Possono essere aromatizzati con vari aromi, quelli ai semi di anice vengono chiamati Biscotti di San Martino e vengono preparati per la festa omonima.